# Taking Back Sunday (album)
Taking Back Sunday è il sesto album discografico in studio del gruppo musicale statunitense Taking Back Sunday, pubblicato il 28 giugno 2011.

## Tracce
1. El Paso – 3:17
2. Faith (When I Let You Down) – 3:09
3. Best Places to Be a Mom – 3:32
4. Sad Savior – 3:19
5. Who Are You Anyway? – 3:33
6. Money (Let It Go) – 3:08
7. This Is All Now – 4:04
8. It Doesn't Feel a Thing Like Falling – 3:55
9. Since You're Gone – 4:09
10. You Got Me – 3:21
11. Call Me in the Morning – 3:59

## Gruppo
- Adam Lazzara - voce
- John Nolan - chitarra, voce, tastiere
- Eddie Reyes - chitarra
- Shaun Cooper - basso
- Mark O'Connell - batteria, percussioni